# Facultad de Agronomía de la Universidad Central de Venezuela
La Facultad de Agronomía de la Universidad Central de Venezuela (UCV)  es el nombre que recibe una de la subdivisiones de la Universidad Central de Venezuela. Consiste en un complejo creado originalmente en 1937 que abarca 1 escuela (Agronomía) y 9 institutos, y está localizada dentro del Campus Universitario de Maracay junto a la Facultad de Ciencias Veterinarias.

## Historia
El Ingeniero Agrónomo Domenico Milano apenas llegado de Italia funda los primeros “estudios agronómicos superiores” de Venezuela con el establecimiento de la "Escuela Normal de Agricultura" por la Diputación Provincial de Caracas el 9 de diciembre de 1843. Algunas personas consideran que este instituto fue el precursor de la actual Facultad de Agronomía de la Universidad Central de Venezuela.Pedro Raúl Solórzano Peraza

Aunque hubo instituciones de agricultura desde 1843 en Caracas (cuando el italiano Domenico Milano estableció una precursora indstitución llamada Escuela Normal de Agricultura), solamente en 1937 se instituye oficialmente la "Escuela de Agricultura de Venezuela". Esta Escuela, creada por el presidente de la República Eleazar López Contreras con el nombre de Escuela Superior de Agricultura y Zootecnia, estaba adscrita originalmente al ministerio de Agricultura y Cría, formando parte de la Estación Experimental de Agricultura y Zootecnia del Distrito Federal.
Debido al crecimiento demográfico de la ciudad de Caracas en 1940 es mudada a la ciudad de Maracay y en 1945 es adscrita a la Universidad Central de Venezuela con el nombre de Facultad de Ingeniería Agronómica y es hasta 1948, por trámites de leyes, cuando administrativamente viene a formar parte por completo de la universidad. En 1952 cambia su nombre a Facultad de Agricultura y su plan de estudios que era por semestre pasa a ser por años. Desde 1958 es nombrada Facultad de Agronomía y vuelve a su esquema anterior de cursos por semestres hasta el día de hoy.

## Carreras ofrecidas
Se ofrecen dos carreras universitarias:
- Ingeniería agronómica (título otorgado Ingeniero Agrónomo).
- Medicina veterinaria (título otorgado Médico Veterinario).

Ambas carreras pertenecen a la Categoría "Ciencias del Agro y del Mar".

### Descripciones de las carreras
El Ingeniero Agrónomo es un profesional formado para:
- Generar estudios socioeconómicos del sector agrícola y de la administración de fincas. Fiscalizar la producción de semillas certificadas y la aplicación de normas legales fitosanitarias.
- Planificar, coordinar y realizar estudios e investigaciones sobre el manejo de suelos con fines agrícolas, incluyendo el control de fertilidad, riego y drenaje, mecanización agrícola, mejoramiento genético y agronómico así como el control de plagas y enfermedades (uso de pesticidas) en plantas y animales.
- Desarrollar el sector agropecuario a través de la implementación de programas, planes y/o proyectos de carácter ambiental, aplicando los principios básicos de la conservación para el manejo racional y aprovechamiento de los recursos naturales renovables y no renovables.
- Usar técnicas agroindustriales en el procesamiento de productos agropecuarios, asistencia técnica y formación de campesinos y productores agropecuarios.

El Médico Veterinario  es un profesional formado para:
- Atiende clínicas de animales domésticos u otros.
- Cuidado integral de las diversas especies de animales incluyendo alimentación, tratamiento médico quirúrgico, mejoramiento genético y reproducción.
- Está al cuidado de la salud humana en su contacto con animales, productos y subproductos de origen animal para evitar enfermedades contagiosas.
- Garantiza la calidad e higiene del procesamiento industrial de productos animales destinados al consumo humano, de la producción de la carne a partir de distintas especies y de huevos.